# 圣布莱斯 (滨海阿尔卑斯省)
圣布莱斯（法語：Saint-Blaise，法語發音：[sɛ̃ blɛz]）是法国滨海阿尔卑斯省的一个市镇，位于该省中南部，属于尼斯区。

## 地理
圣布莱斯（43°49'18"N, 7°14'15"E）面积8.04 平方千米，位于法国普罗旺斯-阿尔卑斯-蓝色海岸大区滨海阿尔卑斯省，该省份为法国东南部沿海省份，南濒地中海，西南至瓦尔省，西北接上普罗旺斯阿尔卑斯省，北部和东部与意大利接壤。
与圣布莱斯接壤的市镇（或旧市镇、城区）包括：卡罗斯、卡斯塔尼耶、勒旺斯、瓦尔河畔拉罗凯特、圣马丹迪瓦尔、图雷特勒旺斯。

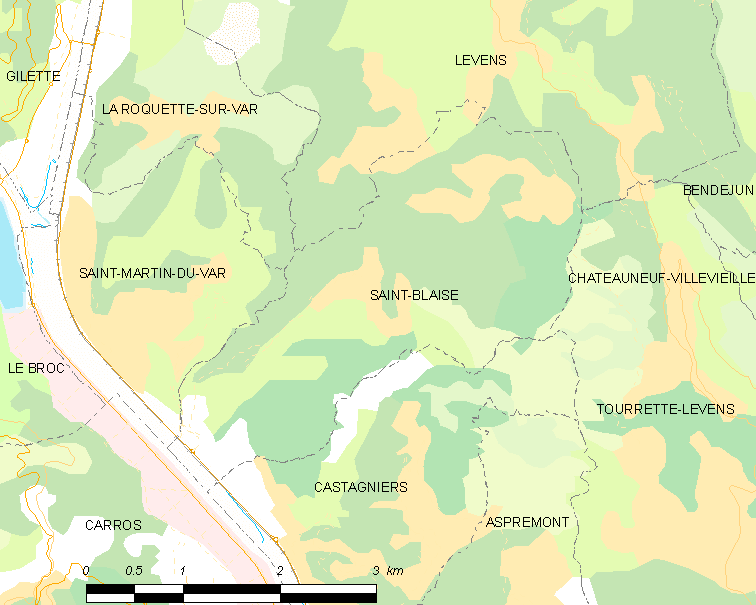
的OSM定位图

圣布莱斯的时区为UTC+01:00、UTC+02:00（夏令时）。

## 行政
圣布莱斯的邮政编码为06670，INSEE市镇编码为06117。

## 政治
圣布莱斯所属的省级选区为图雷特勒旺斯县。

## 人口

1962-2008年间人口变化图示

圣布莱斯于2022年1月1日时的人口数量为1391人。